# Ratanpur
Ratanpur là một thị xã và là một nagar panchayat của quận Bilaspur thuộc bang Chhattisgarh, Ấn Độ.

## Địa lý
Ratanpur có vị trí 22°18′B 82°10′Đ / 22,3°B 82,17°Đ Nó có độ cao trung bình là 306 mét (1003 feet).

## Nhân khẩu
Theo điều tra dân số năm 2001 của Ấn Độ, Ratanpur có dân số 19.838 người. Phái nam chiếm 51% tổng số dân và phái nữ chiếm 49%. Ratanpur có tỷ lệ 59% biết đọc biết viết, thấp hơn tỷ lệ trung bình toàn quốc là 59,5%: tỷ lệ cho phái nam là 70%, và tỷ lệ cho phái nữ là 47%. Tại Ratanpur, 17% dân số nhỏ hơn 6 tuổi.